# Lycaena vernus
Lycaena vernus är en fjärilsart som beskrevs av Philipp Christoph Zeller 1847. Lycaena vernus ingår i släktet Lycaena och familjen juvelvingar. Inga underarter finns listade i Catalogue of Life.